# Internazionali di Tennis di Baviera 1987
Gli Internazionali di Tennis di Baviera 1987 sono stati un torneo di tennis giocato sulla terra rossa. È stata la 72ª edizione del torneo, facente parte del Nabisco Grand Prix 1987. Si è giocato a Monaco di Baviera in Germania, dal 4 all'11 maggio 1987.

## Campioni

### Singolare
Guillermo Pérez Roldán ha battuto in finale  Marián Vajda con il punteggio di 6–3, 7–6

### Doppio
Jim Pugh /  Blaine Willenborg hanno battuto in finale  Sergio Casal /  Emilio Sánchez con il punteggio di 7–6, 4–6, 6–4